# Остей
Остей (? — 26 серпня 1382) — литовський князь на московській службі в часи князювання Дмитра Донського.
Під час нашестя хана Тохтамиша на Північно-Східну Русь (1382) великий князь московський Дмитро Донський через нестачу сил покинув Москву. У цей час у місті з'явився Остей, якому успішно вдалось організувати оборону від татар. 26 серпня, після невдалої 3-денної облоги Тохтамиш хитрістю виманив Остея та москвичів із міста і перебив.
Діяльність Остея описана в літописній «Повісті про нашестя Тохтамиша», де немає відомостей про походження князя, зате його названо онуком Ольгерда. Дослідники припускають, що Остей був сином Дмитра Ольгердовича, який на той час тримав Переяслав-Залеський, або ж Андрія Ольгердовича. Проте згідно Ростовського синодика, опублікованого ще в 1995 році, справжнім ім'ям Остея було Олександр і він був сином кобринського князя Федора Ольгердовича.